# Boanareke Boanareke
Boanareke Boanareke – kiribatyjski polityk. 
W parlamencie Kiribati zasiadał w latach 1979-1982, kiedy to reprezentował okręg Betio. Był ministrem finansów w gabinecie Ieremii Tabaiego.
W 1991 roku był kandydatem w wyborach prezydenckich na Kiribati. Ze wszystkich czterech kandydatów Boanareke miał jednak najmniejsze poparcie (4,5%). Najwięcej głosów zdobył na wyspie Teraina (13,9%), zaś najmniej w północnej części Tarawy (1,8%).